# José Padilla

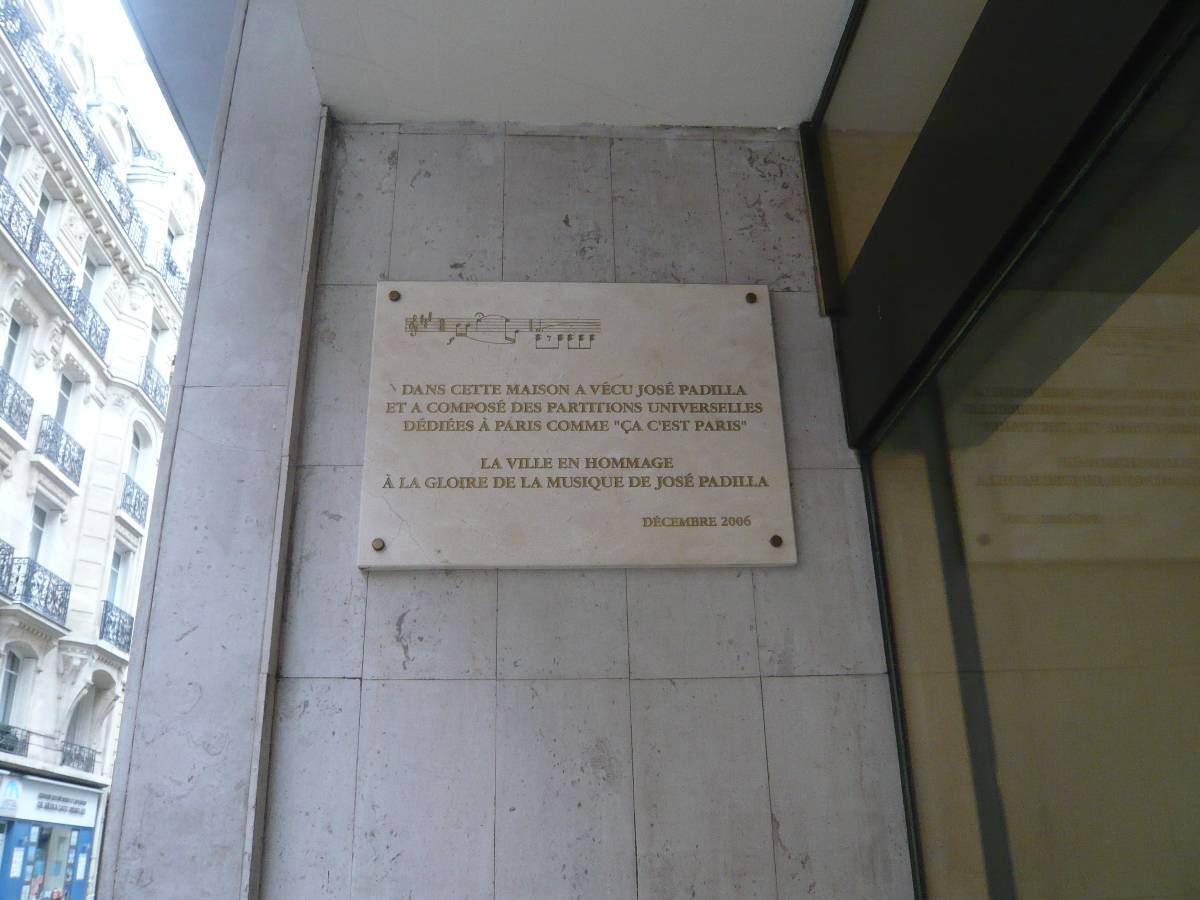
Minnestavla vid rue Pergolèse 10 I Paris.

José Padilla Sánchez, född den 23 maj 1889 i Almeria, Spanien, död den 25 oktober 1960 i Madrid, var en spansk kompositör och pianist.

## Biografi
Padilla fick sin utbildning vid Konservatoriet i Madrid och i Italien. Han kom snabbt in i teaterlivet i Madrid och hans första stora verk var La Mala hembra (1906), en enaktare med libretto av Ventura de la Vega, sonson till den välkände författaren med samma namn.
Padilla var verksam som orkesterledare i Paris vid Moulin rouge och Casino de Paris, där bl. a. Mistinguett sjöng flera av hans sånger, t. ex. Valencia och Ça c'est Paris. Här skrev han också två operetter Pépète (1924) och Symphonie Portugaise (1949).